# 森山遥菜

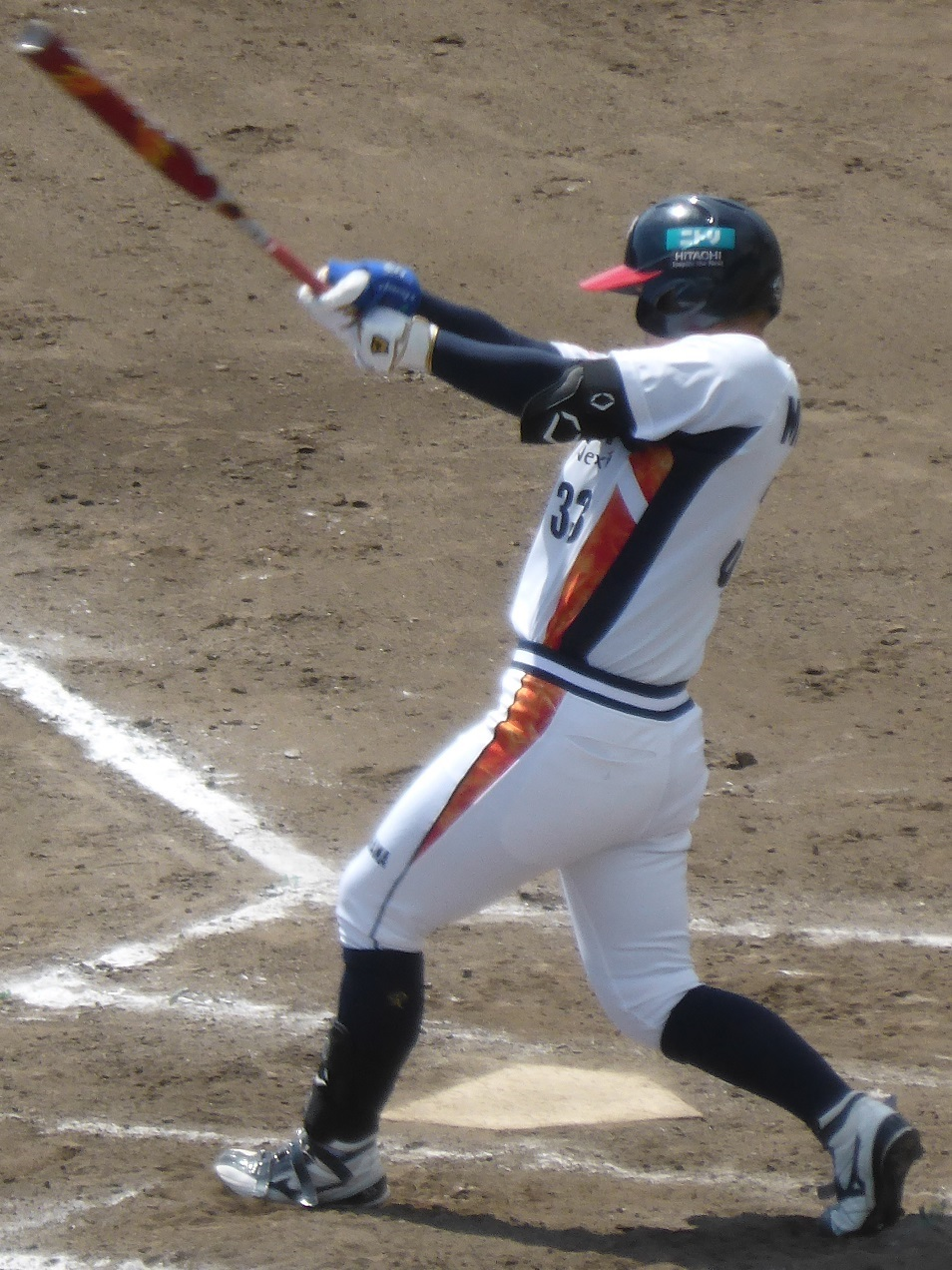
豪快なフォロースルー (2023年)

森山 遥菜（もりやま はるな、1993年9月7日 - ）は、長崎県佐世保市出身の女子ソフトボール選手（内野手）。日立サンディーバ所属。

## 経歴
9歳でソフトボールを始める。佐賀女子短期大学付属佐賀女子高等学校を卒業後、2012年にHondaに入団。2019年から2021年までキャプテンを務めた。2022年から日立サンディーバに所属。
日本リーグでは本塁打王（2017）と、一塁手でベストナインを2回（2017・2019）受賞している。2022年に開幕した新リーグ「JDリーグ」では初年度の東地区ベストナインに選出された。
日本代表には、Bチームが出場した2015年の第4回東アジアカップやカナダ代表との親善試合に出場。2018年には女子TOP強化指定選手に初選出された。

## 選手としての特徴
フルスイングと打球の飛距離が持ち味。2023年6月4日に行われたJDリーグ第7節のSGホールディングスギャラクシースターズ戦では3打席連続ホームランを放った。

## 人物・エピソード
4学年下の杉本梨緒とは佐賀女子高校→Honda Reverta→日立サンディーバと同じ経歴を辿っており縁が深い。

## 詳細情報

### 日本リーグ個人表彰
- 2017年 - 本塁打王（8本）、ベストナイン賞（一塁手）
- 2019年 - ベストナイン賞（一塁手）

### JDリーグ個人表彰
- 2022年 - [東]ベストナイン（一塁手）
- 2023年 - [東]最多打点賞（26点）、[東]ベストナイン（一塁手）

### 背番号
- 25（2012 - 2018）
- 10（2019 - 2021）
- 33（2022 - ）